# مجتبی کریم‌فر
مجتبی کریم‌فر (به انگلیسی: Mojtaba Karimfar) کشتی‌گیر کشور ایران است. او توانست مدال برنز مسابقات کشتی بازی‌های آسیایی ۲۰۱۴ را به دست آورد.

## فعالیت حرفه‌ای ورزشی

### قهرمانی آسیا ۲۰۱۴
مجتبی کریم فر در کشتی اول خود برابر رستم آساکالوف از ازبکستان نتیجه را واگذار کرد و با توجه به حضور این کشتی گیر در فینال، نماینده ایران این فرصت را پیدا کرد که در گروه شانس مجددها به رقابتهایش ادامه دهد و در نهایت با راهیابی به دیدار رده بندی و پیروزی برابر نماینده قرقیزستان عنوان سوم را به خود اختصاص داد.

### قهرمانی جهان ۲۰۱۴
در وزن ۸۵ کیلوگرم مجتبی کریم‌فر در دور نخست با نتیجه ۳ بر صفر از سد آرتور شاهینیان، نفر سوم قهرمانی اروپا از ارمنستان گذشت و گام به مرحله بعد گذاشت، اما در دور دوم با نتیجه ۸ بر ۴ مغلوب رستم آساکالوف، دارنده مدال‌های طلا و نقره قهرمانی جهان از ازبکستان شد که با توجه به شکست حریفش در مرحله بعد، کریم‌فر از گردونه مسابقات حذف شد.

### بازی‌های آسیایی ۲۰۱۴
مجتبی کریم‌فر که کارش را با پیروزی مقابل شاهین عبدالله شاهین از اردن شروع کرده بود، در مرحله یک چهارم نهایی مقابل لی سی-یئول نماینده کره جنوبی ۳ اخطاره شد و در حالی که ۵ بر یک پیش بود، شکست خورد و از رسیدن به مرحله نیمه‌نهایی بازماند. کریم‌فر که در گروه شانس مجدد ابتدا تایچی اوکا از ژاپن را شکست داده بود، در دومین کشتی این گروه عزت بیشبیکوف از قزاقستان را ۳ بر صفر شکست داد و به مدال برنز رسید.